# Escola francesa d'espiritualitat

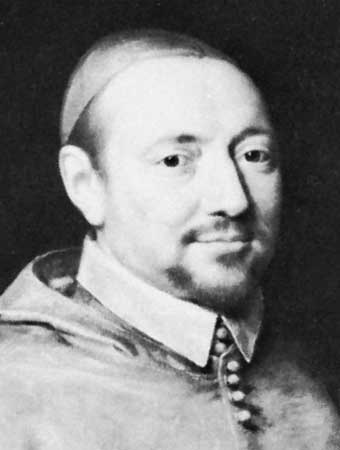
Retrat del cardenal Bérulle

L'Escola francesa d'espiritualitat és un concepte encunyat per l'abat Henri Bremond en la dècada del 1920 per definir el corrent francès de la Contrareforma del segle xvii.
Dins l'escola francesa d'espiritualitat, s'acostuma a col·locar en primer lloc la societat de l'Oratori de Jesús fundada per Pierre Bérulle, i el teòleg Charles de Condren (1588-1641), però també Vicenç de Paül, Jean-Jacques Olier, Jean Eudes, Louis-Marie Grignion de Montfort i, de vegades Bossuet De vegades es col·loquen, en sentit ampli, al costat de l'Escola Francesa d'Espiritualitat, certs teòlegs jansenistes com ara Jean Duvergier de Haurannee, abat de Saint-Cyran, proper a Bérulle, però alguns seguidors de Bérrulle van prendre posicions en contra del moviment jansenista.
L'Escola Francesa d'Espiritualitat té com a característica de marcar l'èmfasi en el misteri de l'Encarnació i precisar la relació del Logos (Verb encarnat) en la caritat activa, la qual cosa té l'efecte de situat al centre de les seves preocupacions la santificació del sacerdot, en ser missioner de les ànimes.
Aquest corrent fou majoritari en la formació de l'espiritualitat i devoció catòlica, des de mitjan segle xvii fins a mitjan segle xx.

## Antecedents espirituals

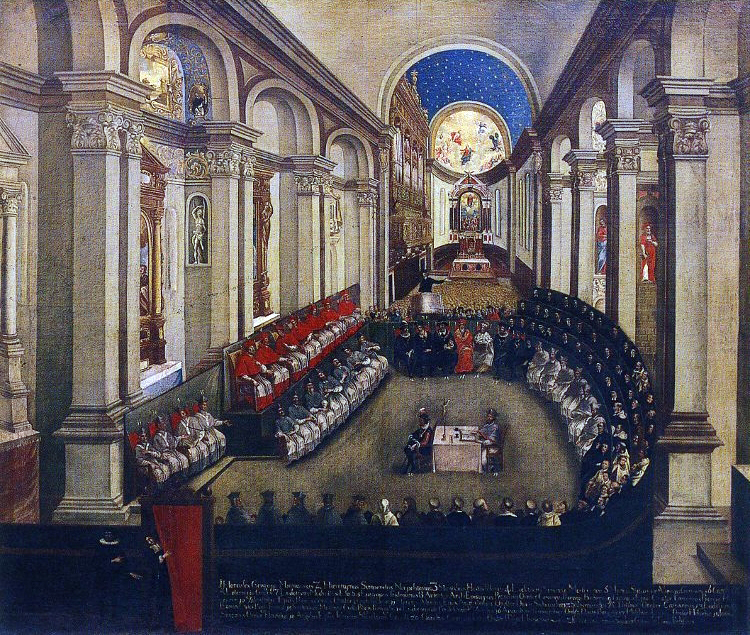
Reunió del Concili de Trento, a la Basílica de Santa Maria Major Museu Diocesà Trento

Després de les guerres de religió i els decrets de la Concili de Trento, França coneix al segle xvii i especialment durant els seus primers seixanta anys, un període de fertilitat inusual "tan ric com els millors moments de la cristiandat medieval". Altres corrents místics, paral·lels al de l'escola francesa, es desenvolupen amb les seves pròpies característiques com en els Ordes tradicionals. Els caputxins es troben en procés de reactivació, els dominics continuen el seu desenvolupament, les publicacions de les obres de Sant Francesc de Sales esdevenen accessibles als laics de pràctiques espirituals, quan en altre temps estaven reservades als claustres, i prosperen noves comunitats com els jesuïtes. Però és l'escola bérulliana la que manté l'atenció sobre la seva influència en la societat per la seva originalitat.
Els grans mestres d'aquesta escola són quatre clergues: Pierre Bérulle, Charles de Condren, Jean-Jacques Olier i Jean Eudes. Tindran com a successors Sant Joan Baptista de La Salle i Louis-Marie Grignion de Montfort. Altres com els oratorians Bourgoing i Gibieuf són també determinants, però en menor mesura. També inclou laics com Gaston de Renty al capdavant de la Companyia del Sant Sagrament 1639-1649 o Bernières, i per descomptat religiosos, com Sant Vicenç de Paül el carmelita Léon de Saint-Jean (1600-1671), la Mare Agnès de Langeac, la carmelita Margarida de Beaune o la humil Marie des Vallées. Els jesuïtes influents, com ara el Pare Saint-Jure, durant un temps confessor del Baró Renty, i el famós Pare Lallemant estan també marcats pel cristocentrisme místic d'aquest corrent.

## Antecedents
El país s'està recuperant de conflictes del segle passat; malgrat la sitació de Lorena i Picardia, en conflicte amb l'Imperi, França és el més poblat i un dels països més pròspers d'Europa. Una burgesia cultivada i independent de la noblesa aspira a assumptes intel·lectuals. No obstant això, l'alt clergat sovint es troba absorbit pels interessos de la posició social i el clergat regular està soscavat pel sistema de comandes i beneficis. Pel que fa als sacerdots del país, sovint són ignorants, mentre que un moviment de reforma religiosa comença ja en l'actual segle xvi. És doncs al petit clergat de les ciutats, sobretot gràcies a les missions de província, on se centrarà l'atenció dels reformadors.
Mentrestant, la major part dels ordes religiosos es reformen per respondre a situacions decadents. Als benedictins, és la reforma de Saint-Maur, als cistercencs la reforma dels feuillants i després els trapencs; els carmelites es reformen a Turena i els carmelites descalços emergeixen sota l'impuls teresià.

## Nous centres espirituals

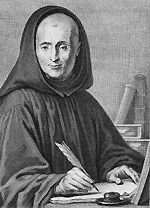
Retrat de Jean Mabillon

Es creen llocs importants per a la reflexió, com l'orde de les benedictines de Montmartre, o en els monestirs de la Visitació gràcies als escrits salesians. L'Abadia de Saint-Germain-des-Prés brilla intel·lectualment brilla a través de Jean Mabillon i Claude Martin, el fill de la Mare Maria de l'Encarnació. Però la gent també s'aplega per aprofundir en la seva fe i crear xarxes de solidaritat. El Parlament de París es veu afectat pel nombre de membres que es giren cap als assumptes religiosos i organitzacions de caritat. Madame Acarie aplega al seu saló (Bérulle, que era el seu cosí, hi serà assidu) figures com la marquesa de Bréauté, futura carmelita, Madame de Sainte-Beuve, que funda les ursulines i tota mena de persones influents. Sant Vicenç de Paül crea les Conferències del Dimarts, que serà el nucli d'un clergat parisenc d'elit. La Companyia del Sant Sagrament de la qual el cardenal Richelieu no se'n refia i de la qual se'n burla el clan dels llibertins, multiplica les seves obres de caritat.

## Creació de l'Oratori de Jesús
Pierre Bérulle és al principi un jove reputat, autor en 1597 d'un Breu discurs de l'abnegació interior que és un gran èxit, però no està particularment centrada en la persona de Jesús. Bérulle és llavors sota la influència dels místics renano-flamencs, que donen el sentit de l'adoració i inspiren el seu teocentrisme. És el 1607 quan es produeix l'aprofundiment del pensament de Bérulle, sota l'efecte d'una profunda reversió interior. Sacerdot des de 1599, entén així que es realitza com una meravellosa assumpció de la nostra persona per Crist, perquè puguem dur a terme les meravelles de Crist. Les disposicions interiors del cristià ha de ser segons ell, en primer lloc, l'adoració, després l'amor i finalment la comunicació (és a dir, la comunicació del misteri del Fill de Déu).
Estimulat per les reformes d'alguns ordes i els consells de Sant Francesc de Sales, qui el va introduir a la Congregació de l'Oratori de Sant Felip Neri. Bérulle va ser persuadit per Henri de Gondi, futur Cardenal de Retz, bisbe de París. És així com el dia de Sant Martí, l'11 de novembre de 1611 (11/11/11) Bérulle forma una primera comunitat amb els cinc sacerdots diocesans que es van assentar a la rue Saint-Jacques, prop del Carmel. La butlla d'aprovació li segueix el 1613 i els sis homes fan vot de servitud Jesús el 1615, quan el clergat de França rep (és a dir accepta formalment) els decrets del Concili de Trento. Bérulle es converteix en visitador (equivalent de director espiritual) del Carmel, tot i les peticions dels Carmelites Descalços, i les missions, s'endega la formació dels novicis i la creació de seminaris. Ara, l'Oratori francès és un actor important en la Contrareforma.

## Espiritualitat

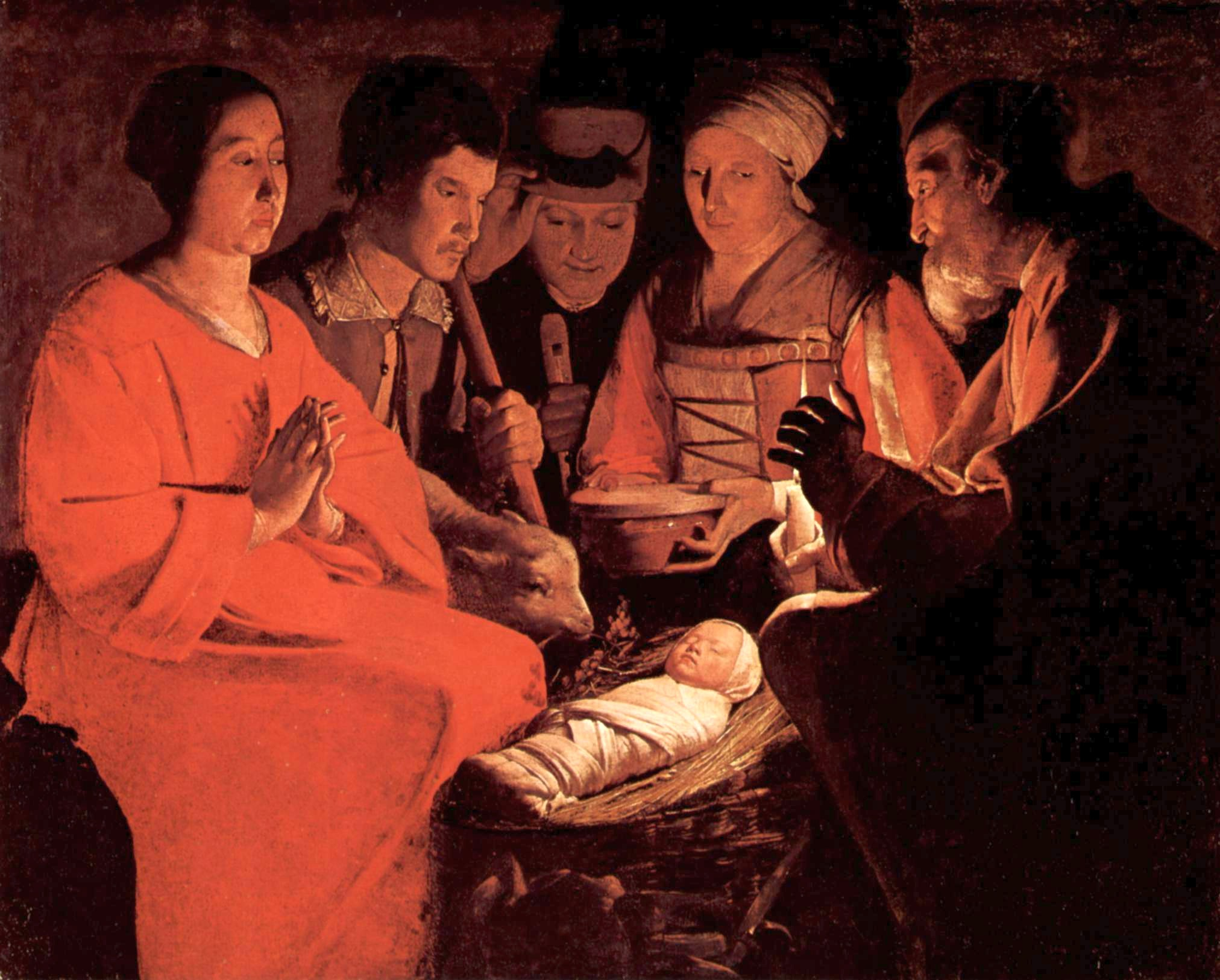
Nativitat de Georges de La Tour (1644)

L'espiritualitat de l'escola se centra en la persona de Jesús, amb la finalitat d'adquirir experiència íntima i personal i participar en la renovació respecte al seu Cos Místic, o sigui l'Església segons la teologia tradicional. El mitjà d'aquesta experiència consisteix a col·locar el seu propi ego a adorar la grandesa de Déu, tenint en compte l'estat de submissió voluntària del Verb Encarnat a la condició humana. El silenci de l'oració és afavorit davant els misteris, com l'Encarnació i la Nativitat - es rellança la devoció com els carmelites espanyols davant el Nen Jesús, model de caritat silenciosa - i especialment aquesta escola defensa l'adoració davant el Santíssim Sagrament, o Eucaristia, representada per l'hòstia, és a dir, l'expressió i realització de l'estat de víctima de l'Amor.
S'acostuma a distingir quatre eixos principals de devoció: el desig de ser un servent de Jesús, la meditació de les actituds íntimes de Jesús, la qual cosa donarà lloc, per exemple, a la devoció del Sagrat Cor de Jesús, l'adoració eucarística, l'oració personal per fer de Jesús el compliment de cadascú.

## Escrits principals
- Pierre de Bérulle, Discours de l'état et des grandeurs de Jésus-Christ, Paris, 1623
- François Bourgoing, Vérités et excellences de Jésus-Christ
- Charles de Condren, L'Idée du sacerdoce et du sacrifice de Jésus-Christ
- Jean Eudes, La Vie et le royaume de Jésus dans des âmes chrétiennes, 1637; Le Contrat de l'homme avec Dieu par le saint baptême; Le Cœur admirable de la très Sainte Mère de Dieu, 1680
- Joan Baptista de La Salle, Les Règles et Constitutions; Méditations pour les dimanches et fêtes; Méditation pour le temps de la retraite; L'Explication de la méthode d'oraison; Recueil de petits traités à l'usage des Frères
- Jean-Jacques Olier, Le Catéchisme chrétien pour la vie intérieure, Paris, 1650 et 1656, Introduction à la vie et aux vertus chrétiennes, Paris 1657; La Journée chrétienne, Paris, 1655; Le Traité des saints ordres, Paris, 1676; Pietas Seminarii S. Sulpitii
- Vicenç de Paül, correspondència, entrevistes, documents